# Rotmeer-Rippen-Falterfisch
Der Rotmeer-Rippen-Falterfisch (Chaetodon austriacus) ist eine Art aus der Familie der Falterfische.

## Merkmale
Der Rotmeer-Rippen-Falterfisch erreicht eine maximale Länge von 13 Zentimetern.
Der Fisch hat einen gelblichen, hochrückigen und seitlich abgeflachten Körper. Dieser wird von mehreren waagerecht verlaufenden, zueinander parallelen, schwarzen Bändern überzogen. Über das Auge des Fisches sowie in Richtung der Kiemen verlaufen zwei schwarze Bänder. Die Schnauze des Fisches ist schwarz, schmal und spitz zulaufend. Der hintere Teil der ansonsten weiß gefärbten Rückenflosse sowie die Schwanz- und die Afterflosse sind ebenfalls schwarz gefärbt. Das von der Rückenflosse aus betrachtet dritte dieser schwarzen Bänder verbreitert sich an einer Stelle zu einem schwarzen Fleck. Die Brustflossen sind transparent; die Bauchflossen gelb.
- Flossenformel: Dorsale XIII/20–21, Anale III/19[1]

## Verbreitung
Das Verbreitungsgebiet des Rotmeer-Rippen-Falterfisches beschränkt sich auf das Rote Meer und den Golf von Aden, jedoch wurde ein Exemplar der Fischart auch im östlichen Mittelmeer nahe dem Hafen von Ashdod an der Küste Israels gesichtet.

## Vorkommen und Verhalten
Der Rotmeer-Rippen-Falterfisch ist meist in Lagunen und Saumriffen mit üppigem Korallenbewuchs und klarem Wasser anzutreffen, wo er sich in einer Tiefe von einem bis 20 Metern aufhält.
Der Fisch ist für seine Ernährung auf Korallenpolypen angewiesen, verzehrt aber auch Seeanemonen und Schneckeneier in geringerem Anteil. Die Fische sind getrenntgeschlechtlich und eierlegend, wobei die Befruchtung außerhalb des Körpers stattfindet. Der Rotmeer-Rippen-Falterfisch ist in der Regel paarweise oder allein anzutreffen, wurde aber auch schon in kleinen Gruppen beobachtet; zumindest zur Fortpflanzungszeit bilden Rotmeer-Rippen-Falterfische Paare, die sich monogam fortpflanzen. Die Fische sind ziemlich widerstandsfähig, was sich darin widerspiegelt, dass sich ihre Population in weniger als 15 Monaten verdoppelt.

## Taxonomie und Benennung
Der Rotmeer-Rippen-Falterfisch wurde zuerst 1836 vom deutschen Naturwissenschaftler Rüppell formell beschrieben, wobei als Typenfundort der Markt in Dschidda angegeben wurde. Das Artepitheton ist eventuell ein Derivat für die Süden bedeutenden Wörter auster oder australis und bezieht sich eventuell auf die im Vergleich zur Sinai-Halbinsel südliche Lage des Typenfundortes.

## Systematik
Der Rotmeer-Rippen-Falterfisch ist nah mit dem Pazifischen Rippen-Falterfisch, dem Arabischen Rippen-Falterfisch und dem Indischen Rippen-Falterfisch verwandt. Zusammen bilden sie die Untergattung Corallochaetodon. Diese Untergattung ist wahrscheinlich eng mit der Untergattung Citaroedus verwandt, zu der beispielsweise der Meyers Falterfisch gehört.

## Gefährdung
Der Rotmeer-Rippen-Falterfisch wird zwar gelegentlich für den Aquarienhandel gefangen, aber dies scheint keine schwerwiegenden Auswirkungen auf die Population zu haben. Dagegen ist der Rotmeer-Rippen-Falterfisch für seine Ernährung auf Korallen angewiesen und daher eventuell bei einer anhaltenden Abnahme der Bestände von Korallen gefährdet. Die IUCN stuft den Rotmeer-Rippen-Falterfisch als nicht gefährdet ein.

## Aquarienhaltung
Der Rotmeer-Rippen-Falterfisch kann zwar im Aquarium gehalten werden, verhungert aber in den meisten Fällen aufgrund seiner auf Korallenpolypen basierenden Ernährungsweise.